# Новая Буда (Гомельский район)
Новая Буда (бел. Но́вая Бу́да) — деревня в Приборском сельсовете Гомельского района Гомельской области Республики Беларусь.
На западе граничит с лесом.

## География

### Расположение
В 2 км от железнодорожной станции Прибор и в 1 км от станции Сады (на линии Калинковичи — Гомель), 10 км на запад от Гомеля.

### Гидрография
На реке Уза (приток реки Сож).

## Транспортная сеть
Транспортные связи по просёлочной, затем автомобильной дороге Калинковичи — Гомель. Планировка состоит из 2 почти параллельных между собой соединенных 2 переулками улиц, ориентированных с юго-востока на северо-запад. Застроена двусторонне деревянными домами усадебного типа.
Сейчас следует только пригородный автобусный маршрут № 303 Гомель - Новая Буда

## История
Обнаруженный археологами курганный могильник конца X — начала XII века (около 30 насыпей, 2 км на восток от деревни) свидетельствует про заселение этих мест с давних времён. По письменным источникам известна с XVIII века как село в Речицком повете Минского воеводства Великого княжества Литовского.
После 1-го раздела Речи Посполитой (1772 год) в составе Российской империи. В 1798 году во владении фельдмаршала, графа П.А. Румянцева-Задунайского, в составе Новиковской экономии Гомельского поместья. В 1834 году во владении фельдмаршала, князя И.Ф. Паскевича. Согласно переписи 1897 года располагался хлебозапасный магазин. В 1909 году 322 десятины земли, в Дятловичской волости Гомельского уезда Могилёвской губернии.
В 1926 году в Приборском сельсовете. В 1930 году организован колхоз «Красный строитель», работала кузница. Во время Великой Отечественной войны 25 жителей погибли на фронте. В 1959 году в составе хозяйства СПТУ-185. Есть магазин, клуб.
В 2014 году Новобудский сельский клуб был выкуплен и перестроен в церковь.

## Население

### Численность
- 2004 год — 131 хозяйство, 314 жителей.

### Динамика
- 1798 год — 84 жителя.
- 1834 год — 19 дворов.
- 1897 год — 31 двор, 193 жителя (согласно переписи).
- 1909 год — 32 двора, 237 жителей.
- 1926 год — 67 дворов, 361 житель.
- 1959 год — 509 жителей (согласно переписи).
- 2004 год — 131 хозяйство, 314 жителей.